# ŽORK Vrnjačka Banja
Le ŽORK Vrnjačka Banja (Ženski Omladinski Rukometni Klub Vrnjačka Banja en serbe) est un club serbe de handball féminin basé à Vrnjačka Banja.

## Palmarès
- Champion de Serbie en 2009

## Joueuses majeures
- Katarina Krpež
- Marina Dmitrović